# モニック・ウィティッグ
モニック・ウィティッグ（Monique Wittig, 1935年7月13日 - 2003年1月3日) は、 フランスの作家、フェミニズム理論家。とくにジェンダーの克服に関心を持った。彼女の最初の小説は1954年に発表された『子供の領分』。2作目『女ゲリラたち』（1969年）は レズビアン・フェミニズムのランドマークとなる。モニク・ヴィティグ、ヴィティッグとも表記される。

## 生涯
モニック・ウィティッグは1935年にフランス、オー＝ラン県のダンヌマリーに生まれる。女性解放運動 (MLF)の創設者の1人となる。1970年8月26日、多数の女性たちとともに、無名戦士の妻の名誉のため、 凱旋門の下に花束を置く。この象徴的な行動は、フレンチ・フェミニズムの創立イベントと考えられている。
アカデミックな研究にも積極的で、文学の短期プログラムの終了論文により、社会科学高等研究院からPh.D.を与えられた。
1971年、パリの最初のレズビアン・グループである赤いレズビアンに参加。さらにラディカル・フェミニズムのグループ「Féministes Révolutionnaires」（革命的フェミニスト）にもかかわる。
1976年、パリを離れアメリカに渡り、多数の大学で講義をする。ツーソンにあるアリゾナ大学では、彼女は女性学およびフランス語の教授を勤めた。2003年1月3日、その地で心臓発作のため死去。

## 理論
モニック・ウィティッグは「急進的なレズビアン」を自称した。この感覚は、ただ女性ばかりを描写した彼女の本の中にも見受けられる。誤解を招かぬよう、彼女はこう述べている。「私には、女性文学なんてものはありません。そういうのは存在しません。作品を書くとき、私は女性も男性も区別したりしません。意識するとしたら、作家と、それ以外です。文学は性別に限定されないメンタルな領域です。人は自由のための領域をいくつか持つべきで、言語はそれを許してくれます。つまり、性から解放された無性の概念を構築するということです」
唯物論的なフェミニズム理論家。彼女は、異性愛を政治体制と見なす「女性」神話を否定し、レズビアンが拒否する社会契約の基礎をアウトライン化しようとした。
「……それと、レズビアンの仲間が、女性と愛し合う、ともに生きるという言い方は妥当ではありません。なぜなら、『女性』という言葉は、異性愛システムならびに異性愛経済システムの中でのみ意味を持つからです。レズビアンは女性ではないのです」（1978年）
ウィティッグにとって、「女性」というカテゴリーは、ただ「男性」というカテゴリーとの関連性においてのみ存在し、「男性」との関連がなければ「女性」なるものは存在しえないのである。
さらにウィティッグは、マルクス主義の批評的観点にも発展する。マルクス主義はフェミニズム闘争を妨げてはいたが、フェミニズムそれ自体にとっては、その異性愛のドグマを問題としなかった。
こうした批評を経て、ウィティッグは 普遍主義者的立場をとるに至り、個人の向上と欲求の解放が性カテゴリーの廃止を余儀なくさせる、と主張した。

## 著作
- 子供の領分 L'Opoponax（1964年）（メディシス賞受賞）小佐井伸二訳 白水社 1966
- 女ゲリラたち Les Guérillères（1969年）小佐井伸二訳 白水社 1973
- レスビアンの躰 Le Corps Lesbien（1973年）中安ちか子訳 講談社 1980
- Le Brouillon d'un Dictionnaire des Amantes（1976年）（共著サンド・ジーク）
- Virgile, non/Across the Acheron（1985年）
- La pensée straight（1992年）
- Paris-la-Politique（1999年）

- 映画『ガールズ』The Girl（2000年）
監督のサンド・ジークは、ウィティッグのパートナーにして協力者。ウィティッグにとって最初の英語で書いた小説は彼女との共著である。